# Garin de Châtillon
Pour les articles homonymes, voir Garin.
Garin de Châtillon († 1145 à Cluny) était un prélat catholique qui fut évêque d'Amiens de 1127 à 1144.

## Biographie
Garin de Châtillon fut archidiacre d'Amiens avant de devenir évêque, le 16 octobre 1127. En 1128, à Arras, il assista à l'assemblée des évêques de la province ecclésiastique de Reims présidé par Matthieu, légat du pape Honorius II lors de laquelle il cosigna un diplôme du roi du roi Louis VI le Gros, au sujet de l'abbaye Saint-Jean de Laon. La même année, Garin intervint afin qu'Eloi de Brach reconnut qu'il détenait ses terres et ses serfs de l'abbaye de Corbie. En contrepartie de sa soumission, l'abbaye, par un acte cosigné de Garin, donnait, à vie à Eloi de Brach, lesdites terres.
En 1133, il était présent à la dédicace de la cathédrale de Thérouanne et cosigna le testament de l'abbé Suger. Daté de la même année, un titre de l'abbaye de Selincourt donne à penser qu'il administra le comté d'Amiens pendant quelque temps après la mort de Thomas de Marle survenue le 9 novembre 1130.
En 1139, Garin procéda avec Alvise, évêque d'Arras, à la dédicace du prieuré Saint-Sulpice de Doullens.
En 1140, il assista avec plusieurs autres évêques et le roi Louis VII aux travaux de fondations de l'abbatiale de Saint-Denis. Le cartulaire de l'abbaye Saint-Pierre de Corbie possédait un document daté de 1142 mentionnant l'évêque Garin.
Pierre le Vénérable, abbé de Cluny, lui adressa la XIVe épître de son IVe Livre des Epîtres et en 1144, Garin se retira à abbaye de Cluny et y mourut en 1145.
Son sceau est conservé au Musée de Picardie d'Amiens.